# 鈴木敏哉
鈴木 敏哉（すずき としや、1930年6月24日 - 1991年8月11日）は、東京府八王子市出身の数学者。専門は代数学・幾何学。

## 経歴
1930年に東京府八王子市に生まれた。1953年（昭和28年）に京都大学理学部を卒業、新制大学としての第1回卒業生であった。同期生には名古屋大学理学部教授を務めた松村英之（可換環の研究の権威）などがいる。その後京都大学大学院理学研究科数学専攻博士課程を修了。京都大学で博士（理学）を取得している。京都大学で教養部教授を務めた。著書に『線形代数学通論』などがある。1991年（平成3年）に死去。享年61。

## 所属学会
- 日本数学会
- アメリカ数学会